# ترینیتزه کونیئو
ترینیتزه کونیئو (به لاتین: Trynisze-Kuniewo) یک منطقهٔ مسکونی در لهستان است که در Gmina Boguty-Pianki واقع شده‌است.